# Cantón de Auxerre-Este
El cantón de Auxerre-Este era una división administrativa francesa, que estaba situada en el departamento de Yonne y la región de Borgoña.

## Composición
El cantón estaba formado por seis comunas, más una fracción de la comuna que le daba su nombre:
- Augy
- Auxerre (fracción)
- Bleigny-le-Carreau
- Champs-sur-Yonne
- Quenne
- Saint-Bris-le-Vineux
- Venoy

## Supresión del cantón de Auxerre-Este
En aplicación del Decreto nº 2014-156 de 13 de febrero de 2014, el cantón de Auxerre-Este fue suprimido el 22 de marzo de 2015 y sus 7 comunas pasaron a formar parte; seis del nuevo cantón de Auxerre-3 y la fracción de la comuna que le daba su nombre se unió con las demás fracciones para que, por medio de una reestructuración cantonal, fueran creados los nuevos cantones de Auxerre-1, Auxerre-2, Auxerre-3 y Auxerre-4.